# Посёлок имени Калинина (Московская область)
Имени Калинина — посёлок в Волоколамском городском округе Московской области России. 
Расположен примерно в 18 км к северо-западу от центра города Волоколамска. Ближайшие населённые пункты — село Фёдоровское и деревня Ханево.
По материалам Всесоюзной переписи населения 1926 года — посёлок Ханевского сельсовета Яропольской волости Волоколамского уезда Московской губернии, проживало 20 жителей (10 мужчин, 10 женщин), велось 4 крестьянских хозяйства.
С 1929 года — в составе Волоколамского района Московской области. До 2019 года относился к Ярополецкому сельскому поселению, до муниципальной реформы 2006 года — к Ярополецкому сельскому округу.

## Население
| 1926 | 2002 | 2006 | 2010 | 2013 | 2014 | 2015 |
| ---- | ---- | ---- | ---- | ---- | ---- | ---- |
| 20   | ↘2   | ↘1   | ↘0   | ↗1   | →1   | →1   |
| 2016 |      |      |      |      |      |      |
| →1   |      |      |      |      |      |      |